# Sten Nadolny
Sten Nadolny, né à Zehdenick, dans la province de Brandebourg, le 29 juillet 1942  est un écrivain allemand.

## Biographie
Il est le fils de l’écrivain Burkhard Nadolny, membre du Groupe 47.

## Œuvres traduites en français
- La Découverte de la lenteur [« Die Entdeckung der Langsamkeit »], trad. de Jean-Marie Argelès, Paris, Éditions Grasset et Fasquelle, coll. « Cahiers rouges », 1985, 359 p.  (ISBN 2-246-34061-6)
- Selim ou Le Don du discours  [« Selim oder die Gabe der Rede »], trad. d’Anne-Marie Geyer, Paris, Éditions Grasset et Fasquelle, 1993, 392 p.  (ISBN 2-246-44501-9)
- Hermès l’insolent [« Ein Gott der Frechheit »], trad. d’Anne-Marie Geyer, Paris, Éditions Grasset et Fasquelle, 1996, 313 p.  (ISBN 2-246-51411-8)
- Lui ou moi [« Er oder Ich »], trad. d’Anne-Marie Geyer, Paris, Éditions Grasset et Fasquelle, 2000, 263 p.  (ISBN 2-246-59811-7)[1]
- La Villégiature de Wilhelm Weitling [« Weitlings Sommerfrische »], trad. d’Anne-Marie Geyer, Paris, Éditions Grasset et Fasquelle, 2013, 251 p.  (ISBN 978-2-246-80247-1)